# NGC 6786
NGC 6786 је спирална галаксија у сазвежђу Змај која се налази на NGC листи објеката дубоког неба.
Деклинација објекта је + 73° 24' 39" а ректасцензија 19h 10m 53,8s. Привидна величина (магнитуда) објекта NGC 6786 износи 13,0 а фотографска магнитуда 13,8. NGC 6786 је још познат и под ознакама UGC 11414, CGCG 341-19, VV 414, IRAS 19119+7319, Z 1911.9+7318, 7ZW 864, KCPG 538A, PGC 62864.